# Luboš Kohoutek
Luboš Kohoutek (Morávia, 29 de janeiro de 1935 - 30 de dezembro de 2023) foi um astrónomo tcheco.

## Carreira científica
Kohoutek interessou-se pela astronomia desde a escola secundária. Estudou física e astronomia em universidades em Brno e Praga (terminando de estudar em 1958). Em seguida trabalhou no Instituto Astronômico de Academia Tchecoslovaca de Ciências, onde publicou um catálogo bastante citado (Catálogo Planetário de Nebulosas Galácticas em 1967). Kohoutek ficou bastante tempo no observatório de Hamburgo-Bergedorf. Depois da ocupação soviética da Tchecoslováquia (em 1968) decidiu ficar na Alemanha (em 1970). As descobertas dele nos anos 70 fizeram-no bem conhecido pela mídia. Em anos posteriores, Kohoutek trabalhou em observatórios na Espanha e no Chile, enquanto trabalhou com nebulosas planetárias. Ele aposentou-se em 2001. Kohoutek publicou 162 trabalhos científicos.
O asteroide 1850 Kohoutek foi assim nomeado em sua homenagem.
| Asteróides descobertos: 75 | Asteróides descobertos: 75 |
| -------------------------- | -------------------------- |
| 1834 Palach                | 22 de Agosto de 1969       |
| 1840 Hus                   | 26 de Outubro de 1971      |
| 1841 Masaryk               | 26 de Outubro de 1971      |
| 1842 Hynek                 | 14 de Janeiro de 1972      |
| 1843 Jarmila               | 14 de Janeiro de 1972      |
| 1861 Komensky              | 24 de Novembro de 1970     |
| 1865 Cerberus              | 26 de Outubro de 1971      |
| 1875 Neruda                | 22 de Agosto de 1969       |
| 1894 Haffner               | 26 de Outubro de 1971      |
| 1895 Larink                | 26 de Outubro de 1971      |
| 1896 Beer                  | 26 de Outubro de 1971      |
| 1897 Hind                  | 26 de Outubro de 1971      |
| 1898 Cowell                | 26 de Outubro de 1971      |
| 1899 Crommelin             | 26 de Outubro de 1971      |
| 1901 Moravia               | 14 de Janeiro de 1972      |
| 1931 Capek                 | 22 de Agosto de 1969       |
| 1932 Jansky                | 26 de Outubro de 1971      |
| 1933 Tinchen               | 14 de Janeiro de 1972      |
| 1942 Jablunka              | 30 de Setembro de 1972     |
| 1963 Bezovec               | 9 de Fevereiro de 1975     |
| 1995 Hajek                 | 26 de Outubro de 1971      |
| 1999 Hirayama              | 27 de Fevereiro de 1973    |
| 2047 Smetana               | 26 de Outubro de 1971      |
| 2055 Dvořák                | 19 de Fevereiro de 1974    |
| 2073 Janacek               | 19 de Fevereiro de 1974    |
| 2281 Biela                 | 26 de Outubro de 1971      |
| 2375 Radek                 | 8 de Janeiro de 1975       |
| 2407 Haug                  | 27 de Fevereiro de 1973    |
| 2418 Voskovec-Werich       | 26 de Outubro de 1971      |
| 2472 Bradman               | 27 de Fevereiro de 1973    |
| 2541 Edebono               | 27 de Fevereiro de 1973    |
| 2667 Oikawa                | 30 de Outubro de 1967      |
| 2767 Takenouchi            | 30 de Outubro de 1967      |
| 2838 Takase                | 26 de Outubro de 1971      |
| 2900 Lubos Perek           | 14 de Janeiro de 1972      |
| 2901 Bagehot               | 27 de Fevereiro de 1973    |
| 3081 Martinuboh            | 26 de Outubro de 1971      |
| 3109 Machin                | 19 de Fevereiro de 1974    |
| 3303 Merta                 | 30 de Outubro de 1967      |
| 3336 Grygar                | 26 de Outubro de 1971      |
| 3337 Miloš                 | 26 de Outubro de 1971      |
| 3407 Jimmysimms            | 28 de Fevereiro de 1973    |
| 3475 Fichte                | 4 de Outubro de 1972       |
| 3514 Hooke                 | 26 de Outubro de 1971      |
| 3627 Sayers                | 28 de Fevereiro de 1973    |
| 3635 Kreutz                | 21 de Novembro de 1981     |
| (3769) 1967 UV*            | 30 de Outubro de 1967      |
| 3825 Nurnberg              | 30 de Outubro de 1967      |
| (4137) 1970 WC             | 24 de Novembro de 1970     |
| (4425) 1967 UQ             | 30 de Outubro de 1967      |
| (5268) 1971 US1            | 26 de Outubro de 1971      |
| (6215) 1973 EK             | 7 de Março de 1973         |
| (6431) 1967 UT             | 30 de Outubro de 1967      |
| (6680) 1970 WD             | 24 de Novembro de 1970     |
| (7044) 1971 UK             | 26 de Outubro de 1971      |
| (7806) 1971 UM             | 26 de Outubro de 1971      |
| (8606) 1971 UG             | 26 de Outubro de 1971      |
| (8607) 1971 UT             | 26 de Outubro de 1971      |
| (8779) 1971 UH1            | 26 de Outubro de 1971      |
| (9513) 1971 UN             | 26 de Outubro de 1971      |
| (10003) 1971 UD1           | 26 de Outubro de 1971      |
| (10260) 1972 TC            | 4 de Outubro de 1972       |
| (10987) 1967 US            | 30 de Outubro de 1967      |
| (11250) 1972 AU            | 14 de Janeiro de 1972      |
| (11436) 1969 QR            | 22 de Agosto de 1969       |
| (11783) 1971 UN1           | 26 de Outubro de 1971      |
| (11784) 1971 UT1           | 26 de Outubro de 1971      |
| (14311) 1971 UK1           | 26 de Outubro de 1971      |
| (16351) 1971 US            | 26 de Outubro de 1971      |
| (20960) 1971 UR            | 26 de Outubro de 1971      |
| (24600) 1971 UQ            | 26 de Outubro de 1971      |
| (24601) 1971 UW            | 26 de Outubro de 1971      |
| (29076) 1972 TR8           | 4 de Outubro de 1972       |
| (37527) 1971 UJ1           | 26 de Outubro de 1971      |
| (58094) 1972 AP            | 14 de Janeiro de 1972      |